# Jakub Michałowski
Jakub z Michałowa Michałowski herbu Jasieńczyk (ur. 6 maja 1612 w Krakowie, zm. 23 marca 1663) – kasztelan biecki w latach 1659–1663, wojski lubelski w latach 1634–1659, sędzia trybunału lubelskiego, dworzanin, bibliofil.

## Życiorys
Był synem pisarza grodzkiego Melchiora Michałowskiego. Kształcił się od 1624 w Akademii Zamojskiej, a od 1627 w Akademii Krakowskiej.  12 lutego 1634 został wojskim lubelskim i dość długo tylko tę godność piastował, będąc równocześnie dworzaninem królewskim. W 1632 ożenił się  z Urszulą Kazanowską, córką Bartłomieja, starosty łukowskiego. Na sejmie w 1635 został wyznaczony do komisji dla uporządkowania ksiąg trybunalskich województwa lubelskiego. Był posłem z województwa krakowskiego na sejm 1645. Dzięki swoim diariuszom zdobył miejsce w dziejach literatury staropolskiej. W Słupi zgromadził znaczną bibliotekę z cennymi drukami i rękopisami, bodajże jedną z najbogatszych spośród szlacheckich księgozbiorów w XVII w. Podpisał pacta conventa Jana II Kazimierza Wazy w 1648 roku. Poseł sejmiku proszowickiego na sejm nadzwyczajny 1652 roku. Podczas potopu szwedzkiego pozostał wierny królowi Janowi Kazimierzowi. W grudniu 1656 znalazł się w obozie pospolitego ruszenia województwa krakowskiego pod oblężonym przez Polaków Krakowem. W 1658 należał do komisji dla ufortyfikowania Krakowa; ponownie wyznaczono go do niej na sejmie 1659 na który posłował z województwa krakowskiego. 28 lutego 1659  Michałowski został kasztelanem bieckim. Na sejmie w 1661 wszedł do komisji dla uregulowania spraw granicznych z Węgrami i Siedmiogrodem.